# Опасный поворот (фильм)
«Опа́сный поворо́т» — советский чёрно-белый, широкоэкранный телефильм 1972 года. Трёхсерийная экранизация одноимённой пьесы британского драматурга Дж. Б. Пристли, поставленная режиссёром Владимиром Басовым. В фильме снимались: Юрий Яковлев, Валентина Титова, Александр Дик, Елена Валаева, Антонина Шуранова, Владимир Басов, Руфина Нифонтова. Второй телефильм киностудии «Мосфильм», снятый многокамерным кинотелевизионным способом с использованием системы «Электроник-кам». Первым таким советским фильмом был экспериментальный «Теперь пусть уходит» (1964), также по одноимённой пьесе Пристли. Премьерный показ «Опасного поворота» прошёл в эфире Первой программы Центрального телевидения СССР 16—17 декабря 1972 года. Фильм получил благожелательные отзывы критиков и был популярен у телезрителей долгие годы.

## Сюжет

### 1 серия
Роберт Кэплен (Юрий Яковлев), директор крупного издательства «Уайтхауз», устраивает обед в своём особняке, где проживает вместе с женой Фредой (Валентина Титова), дочерью основателя издательства, ныне покойного. Здесь присутствуют и двое других директоров — Гордон Уайтхауз (Александр Дик), брат Фреды, со своей женой Бетти (Елена Валаева) и Чарлз Стэнтон (Владимир Басов), а также Олуэн Пиил (Антонина Шуранова), сотрудница издательства. Особый гость — писательница Мод Мокридж (Руфина Нифонтова), романистка, сотрудничающая с «Уайтхауз».
Женщины слушают радиопостановку пьесы под названием «Не будите спящую собаку», главный персонаж которой упорно, не останавливаясь ни перед чем, добивается истины, а узнав всё, кончает жизнь самоубийством. После обсуждения пьесы миссис Мокридж наводит разговор на самоубийство младшего брата Роберта, Мартина, который застрелился летом прошлого года. Разговор о Мартине прерывается, когда возвращаются мужчины, которые выходили покурить после обеда. Заходит разговор о радиопьесе, и каждый имеет своё мнение по поводу того, всегда ли надо говорить правду. Гордон садится у радиоприёмника, пытаясь поймать танцевальную музыку. В этот момент Фреда предлагает сигареты из шкатулки, которая, когда её открывают, играет мелодию «Свадебного марша» Мендельсона. Олуэн кажется, что она узнаёт шкатулку, она даже предсказывает, какую музыку все услышат.
Олуэн вспоминает, что видела её у брата Роберта, Мартина. Фреда тут же возражает, говоря, что Олуэн не могла видеть эту вещь у покойного. Все заинтригованы, ведь последний, кто был у Мартина перед его самоубийством — Гордон, и в утро той роковой субботы Мартин ему не показывал шкатулку. Именно потому, что Гордон последним видел Мартина, ему прошлось пройти через мучительные допросы во время следствия. Миссис Мокридж хочет услышать, что же будет дальше. В то же время Бетти и Стэнтон считают, что продолжать не стоит. Однако Роберт хочет знать, что же на самом деле произошло. До этого момента считалось, что Мартин Кэплен застрелился из-за пропажи в издательстве чека на предъявителя на пятьсот фунтов стерлингов.
Роберт догадывается, что Фреда подарила шкатулку Мартину, и она вынуждена признать, что привезла подарок лично днём. Таким образом, Гордон не последний, кто видел Мартина живым. Впрочем, Фреда напоминает, что Олуэн, видимо, была в коттедже Мартина уже после неё. Роберт допытывается у Олуэн, зачем она приезжала к Мартину. Та сознаётся, что хотела выяснить, кто же взял деньги. При упоминании о пропаже денег Гордон теряет самообладание и просит прекратить этот неприятный разговор, поскольку исправить уже ничего нельзя. Однако, опомнившись, просит прощения у миссис Мокридж за то, что устроил сцену. Миссис Мокридж внезапно вспоминает, что её ждут друзья, у которых она гостит, и уезжает. Остальные с облегчением провожают её.
После отъезда Мод Мокридж разговор продолжается. Стэнтон замечает, что при ней следовало бы не говорить лишнее, так как она «известная сплетница». Роберт уверен, что теперь, когда остались все свои, можно продолжить расследование. Внезапно Бетти теряет терпение и требует, чтобы муж отвёз её домой. Вместе с ними уезжает и Стэнтон.
Трое оставшихся продолжают разговор по инициативе Роберта. Олуэн напрямую спрашивает его, не брал ли он те пятьсот фунтов. Роберт поражён: он был уверен, что деньги взял Мартин, так как ему в своё время указали, что его брат входил в кабинет мистера Уайтхауза, где лежал чек. Олуэн в свою очередь утверждает, что то же самое Мартину сказали о Роберте. Олуэн признаётся, что эта мысль всё время её мучила. Олуэн и Роберт называют имя человека, который поделился с ними своими подозрениями — Стэнтон. Роберт в недоумении, почему Олуэн молчала, и Фреда раскрывает ему глаза — она давно догадалась, что Олуэн любит её мужа. Роберт не подозревал об этом и тоже признаёт, что их брак с Фредой несчастлив.
Фреда снова направляет разговор на пропажу денег — теперь она уверена, что их взял Стэнтон. Роберт вызывает по телефону Гордона и Стэнтона, но не Бетти, так как её «это дело не касается».

### 2 серия
Гордон и Стэнтон возвращаются. Стэнтон говорит, что денег он не брал, однако, уличённый во лжи Олуэн, сознаётся. После того, как все решили, что Мартин покончил с собой, Стэнтон и не собирался признаваться в краже. Он нисколько не чувствует за собой вины, более того, в завязавшейся перепалке, намекает на то, что Фреда была любовницей Мартина. Роберт ничего не подозревал, Фреда на его прямой вопрос отвечает утвердительно: да, связь с Мартином началась давно. Фреда вышла замуж за Роберта, чтобы прервать её, но всё оказалось напрасным: она была безнадёжно влюблена. Гордон сообщает, что Мартин рассказывал, как надоели ему преследования Фреды. Фреда парирует — на самом деле это Гордон постоянно досаждал Мартину. Брат и сестра бурно ссорятся. Роберт, потеряв терпение, прерывает их спор. Гордон признаёт, что единственный человек, которого он любил несмотря ни на что, был Мартин, и с момента его смерти, он потерял интерес ко всему на свете. Роберт спрашивает Гордона о его жене — а как же она? Но Гордон считает, что Бетти способна «сама позаботиться о себе», беспокоиться не о чем. Начинается новый виток ссоры между Фредой и Гордоном, теперь уже Олуэн останавливает их. Она утверждает, что Мартин нарочно стравливал людей друг с другом и наслаждался этим, он был «прирождённый интриган». Именно поэтому Олуэн терпеть его не могла. О человеческих качествах Кэплена-младшего саркастически отзывается и Стэнтон.
Гордон напоминает, что Олуэн была последней у Мартина в тот день и что она ещё ничего не рассказала, что же произошло во время её визита. Олуэн вдруг кажется, что кто-то стоит за дверью в сад, все выходят туда, чтобы посмотреть, не подслушивает ли кто их разговор. Появляется Бетти, она объясняет, что не могла заснуть, поэтому решила вернуться. Бетти думает, что разговор шёл о ней. Фреда отвечает, что единственный человек, о котором «не было сказано ни слова» — Бетти. В то же время Фреда считает, что как член семьи, она должна знать правду. Новость, что деньги взял Стэнтон поражает Бетти — тогда почему застрелился Мартин, задаётся она вопросом.
Роберт считает себя виновным в смерти Мартина: тот переживал не лучший период своей жизни, а, то, что всегда безупречный старший брат оказался вором, окончательно подкосило его. Роберт уверен: его глупость и подлость Стэнтона довели Мартина до гибели. Стэнтон отрицает свою вину, Гордон начинает с ним драку. Их останавливает Олуэн, говоря, что Мартин не покончил с собой — это она убила Мартина.

### 3 серия
Все потрясены сделанным Олуэн признанием. Она рассказывает, что на самом деле случилось. Мистер Уайтхауз попросил её поехать к Мартину, чтобы выяснить, действительно ли он взял деньги. Олуэн застала Мартина в ужасном состоянии, при ней он принял наркотики. Мартин знал, как Олуэн относится к нему, он также догадывался о том, какие чувства она испытывает к его старшему брату. Олуэн жаль разочаровывать Роберта, но Мартин был очень доволен тем, что старший брат, всегда такой добродетельный и внушавший ему необъяснимый страх, якобы взял деньги. Мартин попытался изнасиловать Олуэн и угрожал ей револьвером. В борьбе с ним женщина случайно нажала на курок и застрелила Мартина. По окончании рассказа Олуэн Стэнтон отмечает, что он давно догадывался «о чём-то подобном»: в тот день он проезжал следом за Олуэн через местную заправку, и там узнал, что она направилась к коттеджу Мартина. Он также первым, вслед за полицией и врачом, приехал туда на следующий день утром. Стэнтон говорит о своей давней симпатии к Олуэн и о том, что она знает о его отношении, но ей это безразлично. Неожиданно Бетти в раздражении прерывает его. Невольно она выдаёт себя: у неё была связь со Стэнтоном. Новостью это стало для мужа Бетти и Роберта, который долго отказывается верить, что девушка, восхищавшая его, была любовницей Стэнтона.
Олуэн продолжает свой рассказ: после рокового выстрела она долго не могла взять себя в руки, ей хотелось кому-нибудь рассказать обо всём, что случилось. Она поехала к коттеджу Стэнтона, подошла к дому, заглянула в окно и увидела Стэнтона и Бетти. Олуэн уехала домой, так ничего никому не сказав.
Бетти раскрывает подоплёку своей связи со Стэнтоном: её брак с Гордоном это ошибка, она любила его и была уверена, что всё будет хорошо. Однако семейная жизнь стала разочарованием, Гордон даже не разговаривает с ней, но для других они разыгрывают идеальную супружескую пару. Стэнтон проник в их тайну и единственный увидел в Бетти не «красивую куклу», а страдающего человека. Хотя они не любили друг друга, Бетти вступила с ним в связь. Она требовала от Стэнтона если не привязанности, то хотя бы дорогих подарков. Именно острая нужда в деньгах толкнула Стэнтона на кражу.
Стэнтон уходит, отправляются домой и Гордон с Бетти. Остаются лишь Роберт, Фреда и Олуэн. Всё, что вскрылось этим вечером, становится страшным ударом для Роберта. Он признаёт, что его жизнь сломана, что всё, что имело для него значение, было дорого, оказалось обманом. Теперь его ничего не интересует, оставляет его равнодушными и преданная любовь Олуэн. Та уверяет Роберта, что можно начать жизнь сначала и даже готова бежать с ним. Однако Роберт безутешен, он уходит в свой кабинет, где хранит револьвер, и кончает с собой. Вслед за звуком выстрела раздаётся отчаянный крик Фреды, точно так же завершилась и радиопьеса «Не будите спящую собаку».
Действие возвращается к тому моменту, когда четыре женщины после обеда слушают радиопостановку под названием «Не будите спящую собаку». После обсуждения пьесы миссис Мокридж наводит разговор на самоубийство младшего брата Роберта, Мартина. Разговор о нём прерывается с возвращением мужчин, которые, покурив после обеда, присоединяются к дамам. Они делятся впечатлениями от радиопьесы и расходятся во мнениях по поводу того, всегда ли надо говорить правду. Гордон садится у радиоприёмника, пытаясь поймать танцевальную музыку. В этот момент Фреда предлагает сигареты из шкатулки, которая, когда её открывают, играет мелодию «Свадебного марша» Мендельсона. Олуэн кажется, что она узнаёт шкатулку. В этот момент Гордон находит музыкальную передачу, звучит фокстрот, и все начинают весело танцевать. Мод Мокридж задумчиво смотрит на шкатулку с сигаретами, которую Фреда поставила на стол…

## В ролях
| Актёр             | Роль                                                                          |
| ----------------- | ----------------------------------------------------------------------------- |
| Юрий Яковлев      | Роберт Кэплен, председатель совета директоров издательства                    |
| Валентина Титова  | Фреда Кэплен, жена Роберта, урождённая Уайтхауз, дочь основателя издательства |
| Владимир Басов    | Чарлз Трэвор Стэнтон, член совета директоров издательства                     |
| Александр Дик     | Гордон Уайтхауз, член совета директоров издательства, младший брат Фреды      |
| Елена Валаева     | Элизабет («Бетти») Уайтхауз, жена Гордона                                     |
| Антонина Шуранова | Олуэн Пиил, давняя сотрудница издательства                                    |
| Руфина Нифонтова  | Мод Мокридж, известная писательница, автор детективов                         |

## Съёмочная группа
В съёмочной группе приняли участие:
- Режиссёр — Владимир Басов
- Сценарист — Владимир Басов
- Операторы — Илья Миньковецкий, Пётр Терпсихоров
- Художник-постановщик — Алексей Пархоменко
- Композитор — Вениамин Баснер
- Звукооператор — Е. Фёдоров[9]
- Автор текста песен — Михаил Матусовский[10][11]

## Производство
В работе над картиной применялась система кинорегистрации видео модели «Электроник-кам» для съёмки с помощью нескольких кинокамер. Аппаратура была закуплена «Мосфильмом» после одной из выставок кино- и телеоборудования в Германии. Ранее каждая сцена снималась несколько раз — в процессе менялись планы, центральным делался то один, то другой персонаж. Отснятый материал при монтаже объединялся в непрерывно разворачивающееся действие. Комплекс «Электроник-кам» использовался в Западной Европе и США в основном для создания телеспектаклей, концертных программ, ревю и другой подобной продукции. На киностудии «Мосфильм» эта система стала средством для создания художественных телефильмов камерно-психологического жанра. Перед съёмками «Опасного поворота» в комплект аппаратуры был добавлен видеомагнитофон, изначально не предусмотренный фирмой-изготовителем.
В разных местах съёмочного павильона устанавливались три камеры, которые сообщались между собой через общий монтажный пульт с четырьмя мониторами. Сцена снималась одновременно с трёх камер, предварительно определялись крупность планов и последовательность кадров. На три монитора подавались изображения с камер, как работающих, так и не работающих. На четвёртом мониторе воспроизводилось изображение с работающей в конкретный момент камеры — в процессе как съёмки, так и репетиции. С помощью этого комплекса имелась возможность видеть объект, который сразу снимался с разных точек и вести первичный монтаж прямо в процессе. Режиссёр за пультом имел возможность одновременно видеть изображения с трёх камер и, согласуясь с предварительным планом, переключать камеры. Изображение от работающей в данный момент камеры, которое подавалось на четвёртый монитор, записывалось на киноплёнку и на магнитную ленту.
Обыкновенно съёмки проходили следующим образом: в то время, пока работала первая камера, второй, согласно подаваемым командам, снимались крупные планы. По завершении работы первой камеры начинала работать следующая, расположенная в другом месте, а затем — третья. Таким образом, камеры отрабатывали последовательно друг за другом. Басов снимал иначе: он помнил весь монтаж и запускал одновременно все три камеры, в этом случае вариантов сцен не было. Как вспоминал оператор картины И. Миньковецкий, имелась возможность «снимать параллельно вертикальным монтажом, делать укрупнение с помощью трансфокатора».
По мнению части критиков, Басов удачно освоил процесс многокамерной съёмки, и современная технология помогла создать действие, в котором раскрываются чувства и мысли, определяющие поступки персонажей. Получилась напряжённая и в то же время психологически точно выверенная картина. Басов и Миньковецкий работали быстро и слаженно. Смена планов идёт, в соответствии с замыслом режиссёра, от лица одного персонажа к другому, действие перебивается обязательной паузой — камера переключается с крупного плана персонажа на предметы интерьера, чтобы дать возможность поразмышлять над ситуацией, и снова обращается к лицу человека, подводя зрителя к разгадке. И. Миньковецкий считал, что работа Басова с новой технологией съёмок принесла замечательные плоды, и «Опасный поворот» получился более удачным, чем фильмы других режиссёров (Жалакявичуса, Рязанова), и именно поэтому комплекс бо́льшую часть времени на киностудии простаивал. Авторы книги о Самсоне Самсонове полагают, что фильм Басова, хотя и весьма успешный, создан без изысков и слишком напоминает спектакль. Фильм же Самсонова «Чисто английское убийство», появившийся на экранах несколько позже и также снятый с помощью «Электроник-кам», — настоящее полноценное атмосферное кино. Положительно оценивает опыт других режиссёров В. Эпштейн, разбирающий в своей статье «Некоторые особенности съёмки телевизионных фильмов многокамерным кинотелевизионным способом» (1975) нюансы многокамерной съёмки на примере фильма Самсонова. Сам Басов позднее рассказывал, что фильм появился именно благодаря тому, что многокамерная съёмка стала доступна. Режиссёр признавал, что, несмотря на богатые возможности, которые давала «Электроник-кам», камер было «маловато». Фильм задумывался в стилистике репортажа (система широко использовалась, в частности, для съёмок спортивных соревнований), и Басову не хватало ещё как минимум трёх камер: «или пяти, потому что хотелось в тот же самый момент, когда одна камера следит за движением души героя, показать что делается с остальными. Чтобы сиюминутность была».
Работа шла с невероятной скоростью — вся картина была готова за два месяца. Снималось всё практически без остановки, на высоком темпе. Звук записывался одновременно с изображением. Полы в павильоне были выстланы специальным материалом, который позволял камерам переезжать с места на место без шума. Такой метод был испытанием для актёров кино, привыкших играть эпизодами. Свои роли от начала и до конца, по театральной привычке, выучили Нифонтова и Яковлев, весь текст помнил и сам Басов, остальным приходилось пользоваться записками-подсказками, что делать в следующей мизансцене. Записки Басов раскладывал в разных местах, передвигаясь по ходу действия по павильону, поэтому его герой, Стэнтон всё время двигается, что-либо переставляет, перекладывает и подаёт.
Съёмки проходили в тот период, когда вокруг Москвы горели торфяники, поэтому в павильоне температура воздуха поднималась до 50—55 °C. В этих условиях невозможно было сохранить укладки у актрис, поэтому им всем пришлось работать в париках. Через несколько лет на «Мосфильме» Эльдар Рязанов снимал «Иронию судьбы». В нём главная героиня Надя (Барбара Брыльска) появлялась в несколько переделанном платье Олуэн.
Басов в своих фильмах всегда придавал особое значение музыке, и, как правило, начиная работу, уже имел представление о том, какой характер будет иметь музыкальное сопровождение. Режиссёр почти всегда работал с одним композитором и одним автором текстов — Вениамином Баснером и Михаилом Матусовским, они понимали друг друга с полуслова. Согласно воспоминаниям Валентины Титовой, Басов просил сочинить для «Опасного поворота» бодрый «американский [так в оригинале] марш», эта мелодия задала нужное настроение. Тексты Матусовского идеально подошли к музыке, погружая зрителя в атмосферу места действия интеллектуально-психологического детектива. Как отмечает Н. Винокур, музыка Баснера, «то весёлые танцевальные мелодии, то тревожные аккорды, то какие-то неясные таинственные гармонии», безукоризненно соответствует происходящему на экране.
Премьерный показ телефильма прошёл в эфире Первой программы Центрального телевидения СССР 16—17 декабря 1972 года. Постановку хорошо восприняли и британцы: после премьеры из посольства Великобритании позвонили на киностудию с благодарностью за удачное воплощение классической английской пьесы.
На сайте «Мосфильма» телефильм описан как полнометражный и широкоэкранный (1:2,35).

## Критика

### Пьеса Пристли и её постановки
Литературовед Александр Аникст считал постановку Басова одной из несомненных творческих удач телевидения того времени. Режиссёр работал над благодатным материалом — пьеса Пристли не только захватывающий детектив с запутанной фабулой и неожиданным финалом, автор здесь также исследует сложные взаимоотношения между людьми одного круга, связанными между собой родством, общими интересами, общим делом. Пьеса ставит перед зрителем серьёзную проблему понимания истинной сущности другого человека. Действие строится как цепь неожиданно раскрывающихся обстоятельств, в свете которых каждый персонаж предстаёт в глазах окружающих совсем не тем, кем его считали до сих пор. Драматизм действия подстёгивается с каждым новым открытием.
Пристли написал «Опасный поворот» в 1932 году и первоначально пьеса не имела успеха, её лондонская премьера прошла без особого внимания со стороны публики и критиков. Признание пришло позже. «Детектив закрытой комнаты» (к такому жанру была отнесена пьеса) со строгим соблюдением трёх классических единств: места (особняк Кэпленов), времени (одна ночь), действия (разговор, распутывающий все хитросплетения взаимоотношений в ограниченной группе людей). Пристли умело поддерживает интригу, блестяще построенные диалоги, виртуозная игра словами, резкая смена настроений, перемежающие разговор выразительные паузы — секрет успеха «Опасного поворота». Пьеса была переведена практически на все языки Европы.
В Советском Союзе её ставили в нескольких театрах, наиболее интересным был «Опасный поворот» в Ленинградском театре комедии. Эта постановка Н. Акимова 1939 года, где играли Гошева и Юнгер, долгое время оставалась в репертуаре театра. Б. Раушенбах, видевший ленинградскую постановку «пьесы для чтения», как он определял «Опасный поворот», считал, что это было «потрясающее зрелище». По его мнению, телевизионная версия не достигла градуса напряжения акимовского спектакля, так как «театр и телевидение, телевидение и кинематограф … не одно и то же».
Жанр телеспектакля, а по сути Басов снимал полноценный художественный фильм (позднее он сам подчёркивал этот момент), требовал нового подхода. На театральной сцене герои находятся одновременно, зритель их видит на общем плане, композиция строится фронтально. Басов, продемонстрировав место действия и обрисовав общую обстановку в самом начале фильма, перешёл к работе через крупные планы, где каждый раз новая пара персонажей ведёт напряжённый диалог. Операторы Миньковецкий и Терпсихоров, выполняя замысел режиссёра, прекрасно справились с построением каждого такого эпизода. Непрерывная череда крупных планов сделала бы действие монотонным, поэтому Басов акцентировал завершение сцен переходами актёров по павильону крест накрест. Так полная внутренней динамики, но всё-таки «разговорная», пьеса стала более кинематографичной, зрелищной и не отпускает внимание зрителя ни на минуту. В то же время Н. Винокур отмечает, что постоянное передвижение персонажей по павильону лишь поначалу кажется удачным решением, приёмом, передающим нарастающую тревогу. Однако затем эти назойливые переходы начинают отвлекать от действия, мешают воспринимать все психологические нюансы и драматические хитросплетения. Это решение является единственным, по мнению критика, просчётом Басова-режиссёра.
Режиссёр бережно перенёс произведение Пристли на экран, соблюдая триединство места, времени и действия, что обеспечило сохранение и раскрытие авторского замысла. Он успешно «примирил» законы сцены и кино. Характерная театральная перегруженность текстом в киноверсии могла бы потребовать сокращений, но Басов этого счастливо избежал, проявив недюжинную творческую проницательность, и зритель увидел пьесу такой, какой её задумал Пристли. Однако её действие было подхвачено и развито благодаря достижениям кинематографа. Съёмка несколькими камерами позволила непрерывно следить за персонажами, плавно переходя от поворота к повороту сюжета, не упуская ни одного нюанса из их диалогов и ни одного оттенка их психологического состояния. Сам Басов относил Пристли, как и Булгакова, к тем драматургам, произведения которых интересно подробно воплощать, следуя за внутренними движениями человека. У Пристли под видимой сдержанностью происходящего, за мастерски отшлифованными диалогами персонажей скрываются готовые прорваться напряжение и живые чувства. Ещё раз Басов обратился к экранизации пьесы британского драматурга уже в 1983 году, сняв фильм «Время и семья Конвей». Как вспоминали родные режиссёра, он очень любил творчество Пристли и, если бы можно было, был готов перенести на экран все его произведения.
Киновед Александр Фёдоров высоко оценивал фильм: «…снятый одновременно тремя камерами психологический детектив Владимира Басова „Опасный поворот“ стал своего рода площадкой для апробации новой телевизионной технологии. А собранный режиссёром яркий ансамбль талантливых актёров позволил ему создать неоднозначные образы персонажей».

### Персонажи
По мнению А. Аникста, актёрские работы — ещё один успех спектакля. Басов отошёл от сложившейся в советском кинематографе традиции приглашать на роли иностранцев прибалтийских актёров, считалось, что они наиболее успешно передавали аристократический лоск. Юрий Яковлев великолепен в роли безупречного человека, ищущего абсолютную правду, он один остался чистым после череды откровений (Аникст). В то же время Анна Кагарлицкая считает, что внешняя основательность этого персонажа всего лишь ширма его душевной слепоты. Несмотря на всё своё похвальное стремление к истине, Роберт вплоть до этого вечера не был в состоянии разобраться в окружающих его людях, оставаясь в блаженном самообмане. Знание всей тяжестью разрушает его внутренний мир, после этого Роберт уже не может оправиться и найти в себе силы продолжать жить. Он не справляется с реальностью, правдой, раздавившей его. Даже то новое прекрасное — преданная любовь Олуэн, живые страсти и страдания близких ему людей, то, что открывается для него вместе с ужасным, не даёт ему утешения и сил продолжать жить дальше.
Интересно трактован образ Фреды в исполнении Валентины Титовой — героиня в один вечер предстаёт в трёх обликах. Сначала это холодная, непроницаемая, безупречная, красивая светская дама. Затем, по мере открытия истины, она превращается в страстную и несчастную женщину, жертву безответной любви. В финале Фреда словно опрощается — усталость и опустошение берут верх, теперь она, перегорев, с облегчением погружается в обыденность, атрибутами последней выступают чай и сэндвич, которые она с неожиданным удовольствием поглощает.
Прекрасно справился со своей ролью молодой Александр Дик, не потерявшись среди более опытных коллег. Гордон в его исполнении — пустоватый и самовлюблённый — на самом деле был страстно привязан к Мартину и утратил всю волю к жизни после его гибели. Много лет спустя Дик, вспоминая съёмки у Басова, признавал, что в кинематографе именно этот опыт был для него наиболее удачным. Стимулом для него стал великолепный ансамбль мастеров сцены, которые охотно помогали дебютанту.
Юная жена Гордона Бетти скрывает под оболочкой своего милого очарования внутренний разлад. Её измена не следствие испорченности, это протест и вызов всему обществу за поруганную любовь. Единственный раз Басов отступил от авторской версии «Опасного поворота», не назвав впрямую истинную причину краха семейной жизни этой пары — связь Гордона с Мартином, и осложнив тем самым задачу молодым актёрам. Для девятнадцатилетней Елены Валаевой это был полноценный дебют (вторая роль после детского опыта в короткометражке) и весьма удачный — многие зрители запомнили её именно по роли Бетти.
Олуэн, хотя формально преступница, но женщина, достойная во всех отношениях, душевная и несчастная. Антонина Шуранова наделила героиню теплом человеческого обаяния. Интересно противопоставление Олуэн и Мод Мокридж — обе они чрезвычайно умны, обе познали природу человека. Однако для писательницы люди — всего лишь предмет наблюдений, материал для очередной книги, впрочем, не несущий ничего нового. Олуэн же достигла знания через собственные страдания, не утратив участия к другим. Она убила, но по ходу действия выясняется, что она имела право на защиту, причём не «самой чистоты даже», а понятого шире её принципа как нежелания мириться с развратом.
Басов, вслед за Пристли, не выносит однозначного определения, хорош или плох тот или иной персонаж, что стало «двойной удачей Владимира Басова как режиссёра и как актёра». Чарлз Стэнтон, роль которого исполнил Басов, нечистый на руку, циничный, вызывающий антипатию и в то же время сочувствие. Поднявшийся из низов, он незауряден и в каком-то смысле несчастен. В отличие от остальных, он проложил себе дорогу собственными силами. Свою тоску и одиночество Стэнтон маскирует наигранной бравадой. Он трепетно и безнадёжно влюблён в Олуэн, и покорно принимает её безразличие. Стэнтон поддерживает виток за витком процесс разоблачения, внимание зрителя невольно приковано к нему. Он прекрасно чувствует границы дозволенного, и, парадоксальным образом, не считая, что надо доискиваться истины, и даже предупреждая об опасности её раскрытия, именно установлению истины и содействует.
Главный герой, который даже не появляется по ходу действия, однако именно вокруг него вращается все, — Мартин Кэплен. Зритель видит лишь его портрет, где изображён улыбающийся обаятельный молодой человек. В течение этой ночи признаний раскрывается его истинное лицо. Мартин не брал денег и не собирался убивать себя, однако он оказался «наркоманом, развратником, аморальной личностью».

### Финал картины
Аникст счёл финал неудачей Басова. По мнению критика, режиссёр не учёл, что у Пристли этот момент трактован с известной долей символизма: зритель не знает о героях «Опасного поворота» ничего важного, пока они прячут главное за ширмой повседневной рутины, правда прорывается лишь тогда, когда они начинают говорить о том, что их действительно волнует. Гордон переключает программу, и всё, что происходило ранее, оказывается лишь радиопьесой, только что прослушанной персонажами. Аникст полагает, что момент «опасного поворота», это движение переключателя радиоприёмника, которое изменяет всё, не получился у Басова-режиссёра, прочитавшего пьесу с позиций реализма. Напротив, Римма Кречетова понимает финальную сцену как логическое подтверждение ночи поиска истины: «… могла бы быть такая ночь, но ведь её не было. А был обычный вечер с фокстротом, с уходом от острого момента <…> Приличный и респектабельный вечер лжи». Однако теперь, обладая знанием во всей его полноте, зритель смотрит на этот финал «как на затишье перед взрывом, к которому уже всё подготовлено <…> И взрыв неизбежен, как неизбежна правда». Крупным планом показано лицо Мод Мокридж. Её взгляд, устремлённый на роковую шкатулку, усталый, и, возможно, всё понимающий. Мокридж словно чувствует обман, который скрывается за всеобщим весельем, и, отмечает Н. Винокур, как бы выражает отношение самого автора к происходящему: «тот самый суд, выражающий и безмолвный укор, и презрение, а может быть жалость и что-то ещё».

### Общие оценки
Некоторые критики считают, что Басов отчасти не избежал обычного для советского кинематографа представления западного общества как «гадюшника из циничных, мерзких буржуа». Однако Н. Винокур полагает, что «Опасный поворот» начисто лишён характерной предвзятости советских фильмов по зарубежным пьесам — он сделан «с пониманием, выдумкой, безупречным вкусом и хорошей игрой». Этим он отличается от других постановок того времени, отличавшихся некачественной режиссурой, плохими актёрскими работами и «незнанием реалий». К пониманию зарубежной действительности Басов подошёл основательно — консультантом был приглашён англичанин и член Коммунистической партии Великобритании Томас Боттинг, работавший в то время на иновещании.
Лариса Найдич отмечает, что показ «Опасного поворота» во время «пика перестройки» раскрыл хорошо знакомый советским зрителям фильм с неожиданной стороны: он стал «невероятно актуальным, благодаря теме самообмана и тяжести раскрытия истины». Он возбуждал даже «чувство неловкости», поднимая вопросы, волновавшие в тот период общество, проходившее в этот момент через «слом тоталитарной системы». Таким образом произведение начинает жить собственной жизнью, получает новое значение, о котором даже не помышлял его создатель.
Среди критиков нет единодушия в отношении художественных достоинств фильма. Так, журналист и критик Елена Кушнир, описывая свои впечатления после пересмотра «Опасного поворота», отмечает, что действие искусственно растянуто на три серии музыкальными вставками. Музыку к фильму автор находит «самым неудачным саундтреком всех времён и народов», она не соответствует происходящему на экране, песня, звучащая в начале по настроению совершенно не подходит для драмы. Музыка создаёт у зрителя, по мнению Кушнир, настроение, с которым трудно «воспринимать всерьёз» пьесу. Работу Дика и Валаевой Кушнир считает неубедительной, Титова «и вовсе даёт местами мастер-класс современным актёрам российских сериалов». Тема гомосексуальной связи была опущена, поэтому терзания Гордона «выглядят дамской истерией ещё сильнее, чем это было в пьесе». Басов великолепно справляется в той части, где Стэнтон выступает «в роли негодяя», но слаб там, где надо показать светлые стороны персонажа, а чувства, испытываемые Стэнтоном в отношении Олуэн, фальшивы. Лишь Яковлев и Шуранова справились с задачей: первый отлично сыграл «надутого дурака», хотя он «слишком большой и масштабный актёр для этой роли», а игра интеллигентной актрисы с «удивительным вневременным лицом» представляет собой единственное светлое пятно; её «лучистые глаза» заметны даже в чёрно-белой картинке.
Разбирая постановку пьесы Пристли в Театре имени Маяковского, осуществлённую С. Арцибашевым в 2013 году, критик В. Шадронов сравнивает спектакль с фильмом 1972 года. Он отмечает, что «невероятно точная режиссура» Басова и «выдающиеся, все без исключения» работы актёров помогли преодолеть однообразие и искусственность, характерные для драматургии Пристли. Каждый новый поворот действия вызывает у зрителя именно те чувства, которые он и должен испытывать в соответствии с жанром произведения: «удивление, шок, страх от того, какие ужасы могут скрываться за более чем пристойным фасадом стабильных человеческих отношений». Три женщины — Фреда, Бетти, Олуэн — наделены каждая своей особенной индивидуальностью. Стэнтон, как противоречивая личность, и построен Басовым-актёром через игру противоречий. В некоторой степени наиболее близкая к совершенству, по мнению Шадронова, старая телепостановка, именно своим совершенством способствовала тому, что «блестяще сконструированная» пьеса, требующая при воплощении минимальных затрат, долгое время не ставилась на российской сцене.
Драматург Наталия Май отмечает, что в постановке хорошо ей знакомой и любимой пьесы Пристли не всё совпало с её представлением о действующих лицах. Май выделяет работы Яковлева, Титовой и Дика как наиболее отвечающие её зрительским ожиданиям. У Руфины Нифонтовой настолько небольшая роль, что на её месте могла бы очутиться любая актриса, и это не повлияло бы на результат. Мокридж всего лишь средство для запуска действия, в котором раскрываются истинные обличья персонажей. Роберт благороден и непримирим, когда дело касается несовершенства этого мира. Но в решении этого героя чувствуется отношение Пристли, который вложил свою иронию в отклики Фреды и Стэнтона на пафосные реплики Роберта. Фреда — блестящая светская дама, радушная и лукавая хозяйка дома, оказывается глубоко поражённой своей безнадежной страстью к брату мужа. Кажущаяся беззаботность Гордона скрывает его полное разрушение как личности, что явилось результатом воздействия более сильного и независимого Мартина. Истерическое поведение Гордона явно указывает на его бисексуальность. По мнению Май, исполнители этих ролей блестяще справились со своей задачей. Роль Бетти Май считает проваленной: нежная ангелоподобная Бетти имеет скрипучий голос «как какая-нибудь Элиза Дулитл». Невозможно представить, чтобы Роберт был очарован женщиной с подобным голосом, Валаевой не удалось предстать в облике прекрасной дамы, в ней слишком много от «принарядившейся продавщицы». Май уважает Басова как талантливого режиссёра и мастера эпизода, но считает, что Стэнтон не его роль. В её представлении Стэнтон не так красив, как Роберт или Гордон, но он представляет тип сильной личности, мужское начало, проявляет «жесткость, безжалостную деловую хватку, ядовитый сарказм» и имеет лишь одну слабость — отношение к Олуэн. Однако Май не находит в Басове как исполнителе роли всех этих качеств Стэнтона. Олуэн Шурановой кажется Май «слишком вялой, вообще какой-то замороженной». Конечно, это можно отнести на потерянность героини, так как она пережила крушение всех надежд ещё до начала действия. Но она (по пьесе) должна быть энергичной и деловой, как все, кто собственными силами зарабатывает себе на жизнь. Тем не менее Шуранова не смогла показать активность и одновременно мягкость, утонченность Олуэн. 
В статье, посвящённой пятидесятилетию выхода на экран «Опасного поворота», критик Д. Горелов отмечает, что режиссёр блестяще воплотил крушение видимого благополучия «мира насмешливых небожителей», открывая «вещи, давно известные либертарию Пристли, коммунистам Басову и Боттингу … да и львиной доле отечественных зрителей».

## Комментарии
1. ↑  А. Дик в своём интервью 2011 года признаёт, что, пересматривая «Опасный поворот» через много лет, поймал себя на мысли, что действие развивается очень медленно, и «сегодня так нельзя существовать». Однако он подчеркнул, что в 1972 году, снимавшийся многокамерные методом фильм был новым словом в сфере телепостановок и «сам процесс был интересен»[33].